# 米爾布里奇 (緬因州)
米爾布里奇（英語：Milbridge）是一個位於美國緬因州華盛頓縣的鎮。

## 人口
根據2020年美國人口普查的數據，米爾布里奇的面積為188.99平方千米，當中陸地面積為62.81平方千米，而水域面積為126.18平方千米。當地共有人口1375人，而人口密度為每平方千米7人。